# Ellen Grünkemeier
Ellen Grünkemeier (* 1978 in Werther (Westf.)) ist eine deutsche Anglistin. Sie ist Professorin an der Universität Bielefeld.

## Leben
Grünkemeier studierte von 1998 bis 2004  Anglistik/Amerikanistik und Germanistik an der Universität Dortmund und der University of Leeds. Im Jahr 2007 absolvierte sie einen Forschungsaufenthalt an der University of the Western Cape in Kapstadt. Nach der Promotion zur Dr. phil. 2010 bei Jana Gohrisch und Jürgen Kramer an der Universität Hannover war sie an dieser Universität von 2006 bis 2019 wissenschaftliche Mitarbeiterin in der britischen und postkolonialen Literatur- und Kulturwissenschaft. Anschließen hatte sie dort von 2019 bis 2020 die Vertretung der Professur für Neuere und Neueste Britische Literaturwissenschaft im Postkolonialen und Globalen Rahmen inne. 
Nach ihrer Habilitation 2020 ist Grünkemeier seit 2020 Professorin (W2) im Bereich British Literary and Cultural Studies an der Universität Bielefeld.

## Forschungsschwerpunkte
- British Literatures and Cultures (esp. 19th to 21st Centuries)
- Postcolonial Studies (esp. South Africa, Australia and New Zealand)
- Economic Criticism
- Social Class and Inequality
- Popular Cultures around the English-Speaking World
- British Studies in the Digital Age
- Medical Humanities (esp. Representations of HIV/AIDS)

## Auszeichnungen
- 2011: Britcult-Award, Dissertationspreis der Gesellschaft für das Studium britischer Kulturen

## Schriften (Auswahl)
Als Autorin
- Breaking the silence. South African representations of HIV/AIDS. Zugl. Dissertation Univ. Hannover. Woodbridge 2013, ISBN 978-1-84701-070-4.

Als Herausgeberin
- mit Heinz Antor, Julia Hoydis, Jana Gohrisch, Hannah Pardey (Hrsg.): Postcolonial Cultural Studies. Anglistik, International Journal of English Studies, Vol. 31, Nr. 3, Winter, Heidelberg 2020, ISBN 978-3-8253-9328-1
- mit Henning Marquardt: South African Short Stories in Englisch, edition oberkassel, Düsseldorf 2014, ISBN 978-3-943121-80-3.
- mit Jana Gohrisch: Postcolonial Studies Across the Disciplines. Reihe Cross/Cultures 170, ASNEL Papers, 18, Verlag Editions Rodopi B.V. 2013, ISBN 978-9-0420-3751-9.
- mit Jana Gohrisch: Listening to Africa: Anglophone African Literatures and Cultures, Winter, Heidelberg 2012, ISBN 978-3-8253-6119-8.
- mit Martina Iske, Jürgen Kramer, Anette Pankratz, Klaus-Ulrich Viol: Das kleine Bond-Buch. From Cultural Studies with Love, Schüren, Marburg 2007, ISBN 978-3-89472-499-3.